# Język południowotajski
Język południowotajski, język dambro (taj. ภาษาไทยใต้ IPA: pʰaːsaː tʰajɗaj; ภาษาตามโพร IPA: pʰaːsaː ɗaːmpʰro) – język z grupy języków tajskich, używany przez około 5 milionów osób w południowej Tajlandii. Blisko spokrewniony z centralnym językiem tajskim.